# 在以色列的伊朗犹太人
在以色列的伊朗犹太人指的是在历史上的不同阶段移民至今日以色列境内的伊朗犹太人。在现代，以色列国内的伊朗犹太人人口逾135000，其中大部分都生于以色列。

## 历史
最早定居在奥斯曼帝國巴勒斯坦地區的波斯犹太人来自設拉子。他们于1815年离开家乡，來到布什尔，在那里登上了一艘开往伊拉克南部城镇巴士拉的船。抵达巴士拉后，他们又经陆路前往巴格达和大马士革。之後又有人抵達采法特和耶路撒冷。
以色列建国后，移民以色列的伊朗犹太人人数骤增。1952年，在以色列官方发起的“居鲁士行动”（Operation Cyrus）中，大约有3万名伊朗犹太人移民以色列。在1950年代，以色列当局对伊朗犹太人的态度跟对其他来自中东和北非地区的犹太人族群的态度差不多。自1948年以色列建国以来，共有134000名伊朗犹太人来此定居。
1979年伊朗爆发伊朗伊斯蘭革命后，很多伊朗犹太人选择了移民以色列。革命后，有约10000至15000名伊朗犹太人直接移民以色列。还有很多人先移居美国或欧洲，之后再到以色列定居，起先伊朗猶太人懼怕鲁霍拉·穆萨维·霍梅尼政权，所以先離開伊朗。但也是因为他们对以色列有所顧慮，所以有一些人暫時不前往以色列。許多伊朗猶太人認為，以色列是个由异教徒和无神论者组成的国家，而大多数伊朗犹太人都是信猶太教的。商人、慈善家哈比卜·埃尔加尼安在因被控参与犹太复国主义活动而被殺死后，又有一些伊朗犹太人逃离了伊朗。
以色列当局在持续鼓励依旧留在伊朗的犹太人（人口已不足9000）移民到本国，因为以色列当局将这些人视作伊朗政府的人质。2007年，以色列政府提出要向移居本国的伊朗犹太人给予金钱奖励。在以色列国内，有伊朗犹太人血统者也被算作米兹拉希犹太人。
以色列电台以色列之声每天都会用波斯语向伊朗播送广播，伊朗犹太人梅纳什·阿米尔还主持了一档谈话节目，希望能通過Phone-in的方式與来自伊朗的猶太人交流。

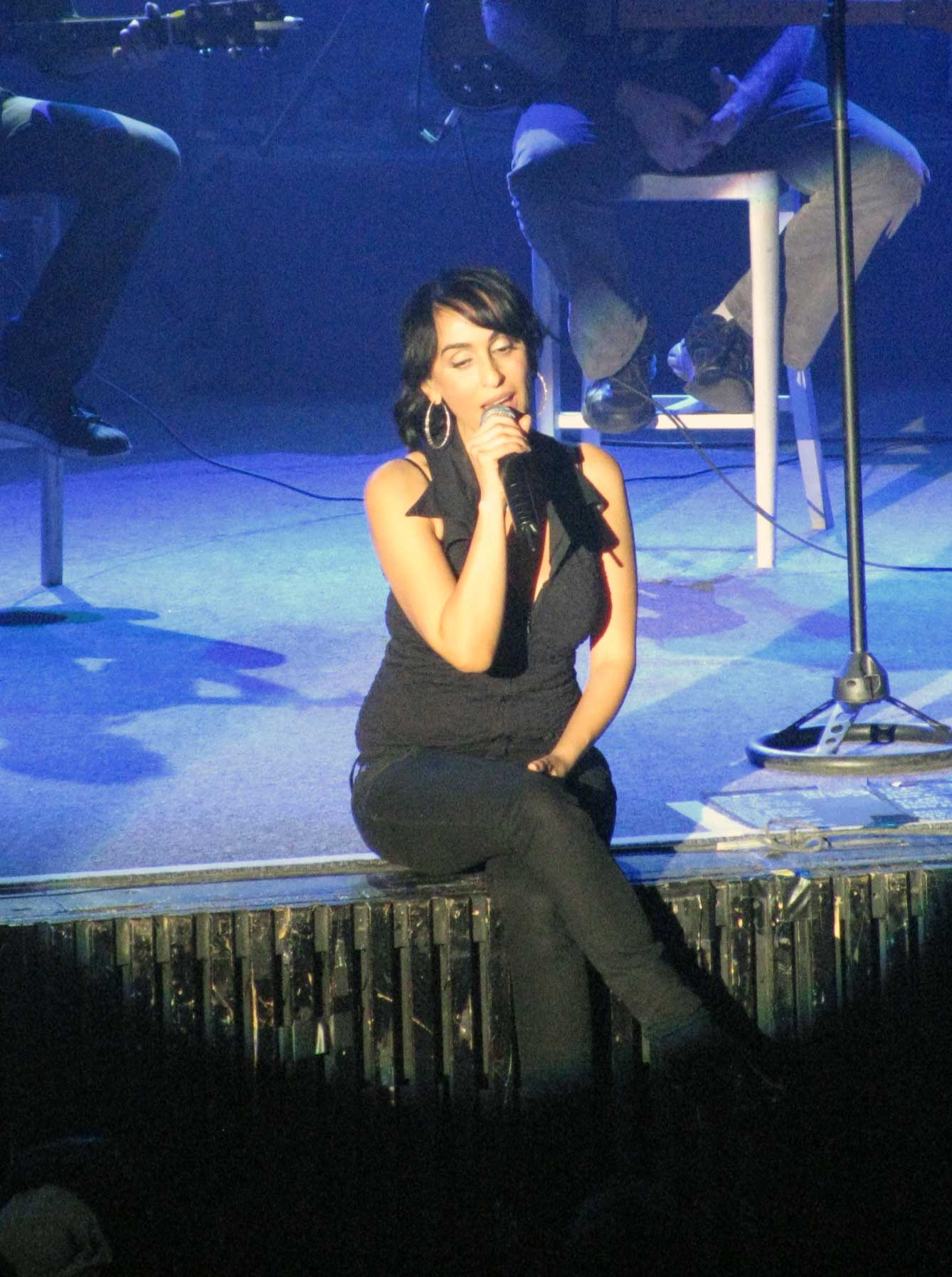
丽塔，以色列歌手

## 知名人物
- 摩西·卡察夫– 以色列前总统
- 丽塔  – 以色列流行歌手
- 沙乌尔·穆法兹 – 前以色列国防军参谋长兼以色列交通部长、前前进党主席。